# Édith Pulver
Pour les articles homonymes, voir Pulver.
Édith Pulver (née le 2 décembre 1906 à Londres et morte le 10 octobre 1944 à Auschwitz est une résistante juive française, membre des Éclaireurs Israélites de France (EIF) (qui deviendront Éclaireuses éclaireurs israélites de France) (EEIF), secrétaire de Marc Haguenau.

## Biographie
Édith Pulver est la sœur de Jacques Pulver, l'une des une personnalités historiques des Éclaireurs Israélites de France (EIF) (qui deviendront les Éclaireuses éclaireurs israélites de France) (EEIF), mort en en Israël en 1994.
Elle est arrêtée en même temps que Marc Haguenau à Grenoble le 18 février 1944 par la Gestapo et déportée depuis la gare de Bobigny, par le convoi 69, en date du 7 mars 1944, à Auschwitz,, dont elle ne revient pas.
Selon Lucien Lazare (1987) : « Marc Haguenau, dirigeant de la Sixième, et son assistante, Édith Pulver, tombèrent dans une souricière tendue par la Gestapo à Grenoble le 18 février 1944. Atrocement torturé, Haguenau trouva la mort le lendemain après avoir sauté dans le vide par la fenêtre du QG de la Gestapo, tandis qu'Édith Pulver, déportée à Auschwitz, n'y survécut pas subissant le même sort que [Jacques] Weintrob. »,.
D'après la Croix-Rouge, Édith Pulver aurait été arrêtée dans la rue.